# Emerik Thököly
Emerik Thököly Kežmarski (madžarsko Késmárki Thököly Imre, slovaško Imrich Tököli, romunsko Imre Thököly) je bil od leta 1682 do 1685 knez Gornje Ogrske in od leta 1690 knez Transilvanije, * 25. september 1657, Kežmarok, Ogrsko kraljestvo, † 13. september 1705, İzmit, Osmansko cesarstvo.
Oče, grof Štefan Thököly, je imel velike posesti v Ogrskem kraljestvu. Mati Marija Gyulaffy je bila sorodnica treh transilvanskih knezov. Ko je bil še otrok, je podedoval posesti svoje matere v Transilvaniji in posesti svojega strica, transilvanskega kneza Franca Rhédeya, v okrožju Maramureš. Oče je bil vpleten v zaroto vodilnih aristokratov proti habsburškemu monarhu Leopoldu I. in bil v boju proti cesarskim četam konec leta 1670 ubit. Emerik je pobegnil v Kneževino Transilvanijo, njegova posestva na Ogrskem pa so bila zaplenjena.

## Otroštvo
Emerik je bil rojen v Kežmaroku kot peti sin grofa Štefana Thökölyja in Marije Gyulaffy. Oče je bil eden od najbogatejših aristokratov v Gornji Ogrski (zdaj Slovaška). Mati je bila vnukinja Štefana Bethlena, ki je bil v 1630. letih knez Transilvanije. Emerik je bil njun edini preživeli otrok in leta 1659 nasledil materine posesti v Transilvaniji. Leta 1667 mu je umrl stric Franc Rhédey, po katerem je nasledil še več posesti v Transilvaniji. Velik del Emerikovih posesti je bil v pokrajini Maramureš. Štefan Thököly je leta 1667 pregovoril transilvanskega kneza Mihaela I. Apafija, naj Emerika imenuje za ispána (glavarja) Maramureša. V imenu mladoletnega Emerika je Maramureš upravljal Mihael Teleki.
Emerik je začel svoje šolanje  januarja 1668 na Luteranskem liceju v Eperješu (zdaj Prešov, Slovaška). Bil je inteligenten učenec in je hitro razumel glavne vidike luteranske teologije. Bil je sposoben napisati dolga besedila v popolni latinščini. V šolskem gledališču je leta 1669 igral vlogo ogrskega kralja.
Štefan Thököly je bil obtožen sodelovanja v zaroti vodilnih ogrskih aristokratov proti cesarju Leopoldu I. Habsburškemu leta 1670. Oče je v strahu pred maščevanjem Emeriku ukazal, naj se vrne v Kežmarok. Od tam ga je kmalu preselil v grad Árva (Oravski grad, Slovaška) blizu meje med Ogrsko in Poljsko. Štefan Thököly je bil med obleganjem svojega Oravskega gradu 4. decembra 1670  ubit. Po eni od različic opisov dogodka je Emerik po očetovi smrti po skrivnem rovu pobegnil iz Oravskega gradu na Poljsko in od tam v Transilvanijo. Po drugi različici ga je oče pred obleganjem Oravskega gradu poslal v grad Likava, od koder je po očetovi smrti pobegnil v Transilvanijo.

## Izgnanstvo
Vojska Leopolda I. je zatrla ves odpor na Ogrskem in več sto plemičev razlastila. Ogrske posadke v trdnjavah so zamenjali tuji plačanci in začeli pleniti bližnja mesta in vasi. Leopold I. ni spoštoval niti osnovnih zakonov kraljestva in leta 1673 imenoval Direktorij, ki je upravljal Ogrsko. Nova vlada je izvajala nasilno protiluteransko politiko in več deset luteranskih pastorjev obsodila na suženjstvo. Obsojeni Ogri, izgnani plemiči, odpuščeni vojaki in ubežni tlačani so pobegnili v Osmansko Ogrsko in Partium. Oboroženi begunci, imenovani kruci, so pogosto vdirali preko meje v cesarsko Ogrsko.
Emerikoc patrimonij je bil zaplenjen, vendar je bil zaradi posesti v Transilvaniji še vedno zelo bogat. Po nasvetu Mihaela Telekija je nadaljeval šolanje in ga končal na Reformiranem kolegiju v Nagyenyedu (zdaj Aiud, Romunija). Zapisi iz tistega časa kažejo, da je bil mladi grof čeden in je zlahka očaral tako ženske kot moške.
Odposlanci francoskega kralja Ludvika XIV. in Mihael I. Apafi so maja 1677 v Varšavi podpisali sporazum o zavezništvu. Francozi so obljubili, da bodo z letnimi finančnimi prispevki financirali kruce v njihovi borbi proti Habsburžanom. Apafi ni napovedal vojne Leopoldu I., ampak je krucom organiziral profesionalno poveljevanje in jim obljubil azil, če bi bili poraženi. Emerik je takoj zaprosil Apafija za dovoljenje, da se pridruži upornikom. Odposlanec francoskega kralja, opat Dominique Révérend, ki se je v tistem času srečal z Emerikom, ga je opisal kot "najmočnejšega posestnika in najbolj poštenega človeka na Ogrskem". Knežji svet je Emerika 26. septembra 1677 imenoval za komandanta kruške vojske,  Apafi pa ga je pooblastil, da v Transilvaniji organizira čete prostovoljcev.

## Upor
Emerik s transilvanskimi prostovoljci se je 27. novembra 1677 pridružil krucom in z denarjem iz transilvanskih posesti je izboljšal opremo svoje vojske. Po novem francosko-transilvanskem sporazumu je bil 16. februarja 1678 za poveljnika kruške vojske imenovan Teleki, kar ni vplivalo na  Thökölyjev položaj dejanskega vodje vojske. Kuruška in transilvanska vojska sta se zbrali pri Tasnádu (zdaj Tășnad, Romunija) in junija napadli kraljevo Ogrsko. Na začetku avgusta sta osvojili trdnjavo Szendrő in Muranski grad. 
Teleki in transilvanska vojska sta napadla Eperjes in se po novici, da prihaja reševalna vojska, umaknila. Emerik je nadaljeval napad s podporo lokalnih slovaških kmetov. Osvojil je Spišsko Novo vas in Ružomberok in rudarska mesta ob reki Hron. Banska Bistrica se je 20. oktobra vdala brez odpora. Po porazu v Žiarju nad Hronom 1. novembra se je moral umakniti iz rudarskih mest, a je še vedno obvladoval trinajst grofij v kraljevi Ogrski.
Spodbujeni z obljubami pomoči francoskega kralja Ludvika XIV. so protihabsburški uporniki pod motom "za svobodo in pravičnost" za svojega vodjo izbrala Thökölyja. Vojna se je začela leta 1678. Thökölyjeva vojska je kmalu osvojila vzhodno Ogrsko in rudarska mesta v osrednji Ogrski. Leta 1681 jo je okrepilo 10.000 Transilvancev in osmanska vojska pod poveljstvom Nagyváradskega paše (zdaj Oradea, Romunija), kar je cesarja prisililo v sklenitev premirja.  
Emerik se je junija 1682 poročil s hrvaško grofico Jeleno Zrinsko, vdovo kneza Franca I.  Rákóczija. 
Thökölyja je nezaupanje do cesarja   spodbudilo, da se je obrnil po pomoč k sultanu Mehmedu IV. Sultan ga je priznal za kneza Gornje  Ogrske pod pogojem, da mu plačuje 40.000 tolarjev letno. Thököly je začej osvajati trdnjavo za trdnjavo in razširil svoje kraljestvo do slovaške reke Vah. Na dveh skupščinah, sklicanih v Košicah in Tállyi, so lokalni posestniki pokazali nekaj nezaupanja vanj, ker so se bali, da bi za zavezništvo z Osmanskim cesarstvom morali žrtvovati svojo neodvisnost. Thökölyju ni dobil nobenih subvencij niti množične podpore in je moral vse, kar je želel, vzeti s silo.

## Zavezništvo z Osmanskim cesarstvom
Thököly je kot osmanski zaveznik na njihovi strani sodeloval v drugem obleganju Dunaja leta 1683 in doživel enako usodo kot ogromna osmanska vojska. Poveljnik osmanske vojske, veliki vezir Kara Mustafa Paša, je za poraz obtožil Thökölyja in zatem odšel v Edirne na zagovor k sultanu. Thököly je spoznal, da je zavezništvo z Osmani propadlo, in poskušal s posredovanjem poljskega kralja Jana III. Sobieskega doseči spravo s cesarjem Leopoldom I. Obljubil je, da bo odložil orožje, če bo cesar protestantom na Ogrskem potrdil versko svobodo. Cesar je njegove predloge zavrnil in zahteval brezpogojno vdajo. Cesarjev ultimat za Thökölyja ni bil sprejemljiv in vojna se je nadaljevala. Njegov pohod leta 1685 je bil niz katastrofalnih porazov. Po porazu v Prešovu je v Nagyváradu prosil za pomoč sultana. Osmani so ga tam ujeli, morda po dogovoru z Leopoldom I., in odpeljali v Edirne in zatem s Habsburžani sklenili mir.
Leta 1686 so ga osvobodili in ga z majhno vojsko poslali v Transilvanijo. Njegov pohod je leta 1688 propadel. Ponovno so ga vrgli v ječo in ga leta 1690 z vojsko 16.000 mož tretjič poslali v Transilvanijo. Septembra je v Zărneştiju uničil združeno vojsko generala Donata Heisslerja in grofa Mihályja Telekija in bil po zmagi izvoljen za  kneza Transilvanije. V protinapadu cesarske vojske je leta 1691 izgubil knežji položaj in celo Transilvanijo. V bitki pri Slankamnu je poveljeval osmanski konjenici in se do konca osmansko-avstrijske vojne hrabro boril proti Habsburžanom. Še posebej se je izkazal v bitki pri Senti leta 1697.
Po sklenitvi Karlovškega miru 26. januarja 1699 je bil kljub obljubljeni amnestiji ogrskih upornikov poimensko izvzet iz nje. Po še enem poskusu obnove svoje kneževine leta 1700 se je z ženo preselil v Galato, Istanbul. Od sultana Mustafe II. je dobil velike posesti v İzmitu, kjer je leta 1705 umrl. Njegove posmrtne ostanke so kasneje pokopali v sarkofagu v tako imenovani novi cerkvi v Kežmaroku.
Njegov kip stoji v Parku herojev v Budimpešti, ki je del Unescove svetovne dediščine.